# Martien Paats
Martinus (Martien) Paats (Leiden, 12 juni 1935) is een Nederlands politicus van de ARP en later het CDA.
Hij groeide op in Leiden waar hij na de middelbare school een spoedcursus onderwijzer deed. Daarna ging hij in 1956 werken op een lagere school in Rijnsburg en anderhalf jaar later werd hij onderwijzer op een ulo in Leiden. Na zijn studie aan de Haagse School voor Taal- en Letterkunde werd hij in 1960 leraar Nederlands aan het Christelijk Lyceum in Alphen aan den Rijn. Daarnaast was hij ook actief in de lokale politiek. In 1966 werd kwam hij in de gemeenteraad van Alphen aan den Rijn en enkele jaren later werd hij daar ook wethouder. In januari 1974 werd Paats de burgemeester van De Lier en in oktober 1979 volgde zijn benoeming tot burgemeester van Alphen aan den Rijn. In februari 1997 ging hij daar vervroegd met pensioen.